# Pavillon des Indes

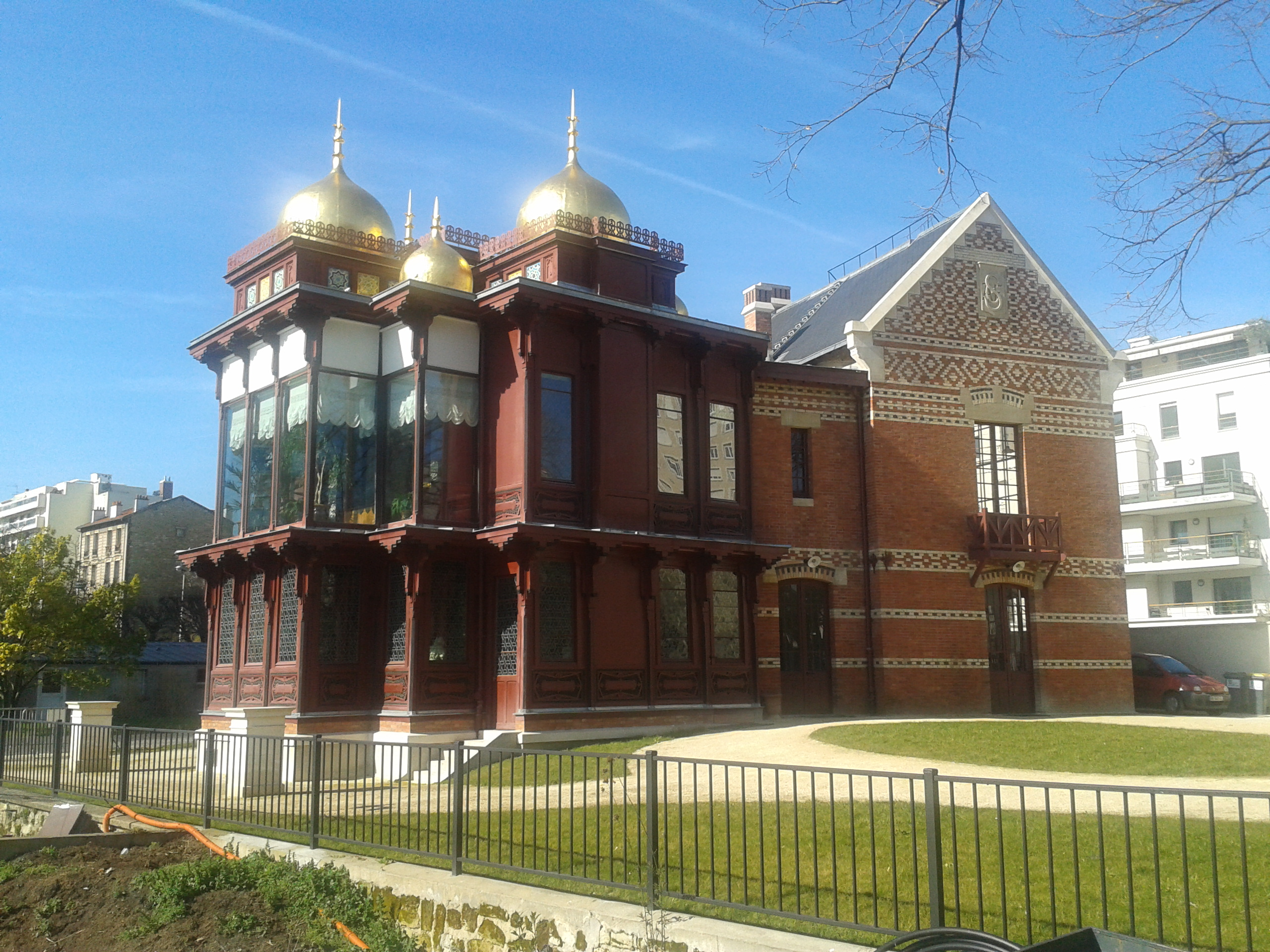
Pavillon des Indes, Parkseite

Der Pavillon des Indes ist eine unter Denkmalschutz stehende Villa in der französischen Stadt Courbevoie. Sie geht teilweise zurück auf den für die Weltausstellung 1878 in Paris errichteten Länderpavillon von Britisch-Indien. Im Gebäude befindet sich eine Wohnung für Kunststipendiaten und ein museale Ausstellung.

## Beschreibung

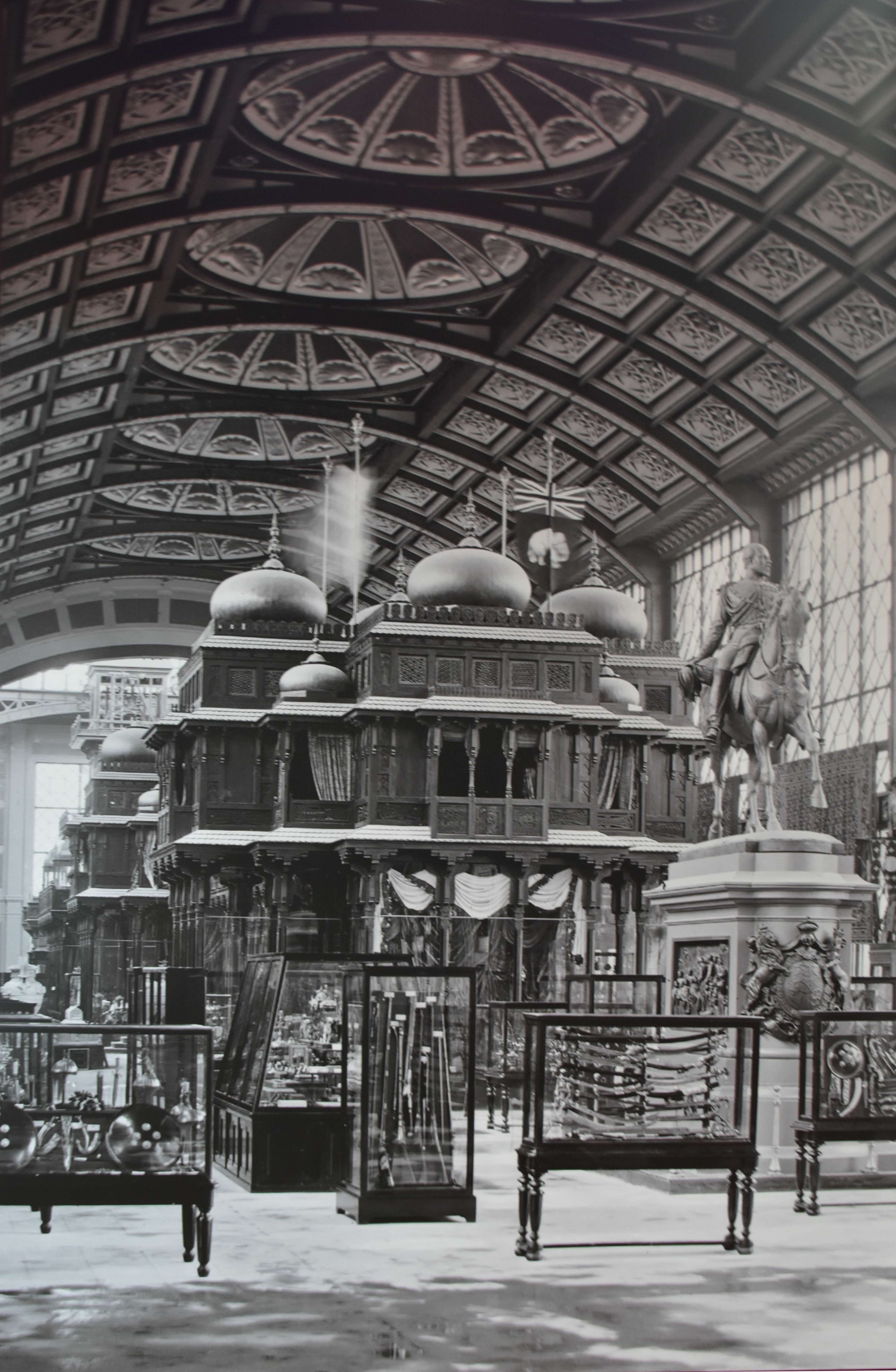
Pavillon des Indes während der Weltausstellung 1878

Die Bezeichnung Pavillon des Indes bedeutet sinngemäß Pavillon von Indien oder Indischer Pavillon. Namensgebend hierfür war der Länderpavillon von Britisch-Indien auf der Pariser Weltausstellung von 1878. Dieser wurde im Auftrag des damaligen Prince of Wales und späteren Königs Eduard VII. unter der Leitung des Architekten Caspar Purdon Clarke für die Ausstellungsdauer von sechs Monaten errichtet. Der Pavillon befand sich nicht im Freigelände, sondern in der zentralen Ausstellungshalle Palais de l’Exposition auf dem Champ de Mars. Er bestand überwiegend aus mit Schnitzereien verziertem Holz und Glas. Das Dach des Pavillons schmückten mehrere bauchige Kuppeln aus Metall. Während der Weltausstellung konnten die Besucher im Pavillon verschiedene Exponate des indischen Kunsthandwerks besichtigen, darunter Stücke, die der Prince of Wales von seiner Indienreise 1875–1876 mitgebracht hatte. Nach der Weltausstellung wurde der Pavillon verkauft und geteilt. Einige Elemente fanden Verwendung bei der Errichtung eines Sommerhauses im bretonischen Badeort Paramé, heute ein Ortsteil von Saint-Malo. Dieses Gebäude wurde Anfang des 20. Jahrhunderts abgerissen. Andere Teile des ursprünglichen Pavillon des Indes erwarb der rumänische Fürst George Barbu Știrbei, der sie 1881 für den Bau eines Landsitzes in Courbevoie verwandte. Am westlichen Rand des Parc de Bécon ließ er eine Villa mit Mauerziegeln errichten und hieran einen Seitenflügel aus Bauteilen des ursprünglichen Pavillon des Indes anfügen.
Der Pavillon diente zunächst als Wohnhaus und Atelier für die Stieftochter von Stirbei, die Malerin Georges Achille-Fould. Deren Schwester, die Malerin Consuelo Fould, bewohnte auf der anderen Seite des Parks eine Villa, deren Bauteile zuvor als Länderpavillon von Norwegen und Schweden ebenfalls auf der Weltausstellung 1878 zu sehen waren. Der Pavillon des Indes kam 1951 in den Besitz der Stadt Courbevoie, die die Villa als Gartenbauamt nutzte. Seit 1987 steht das Gebäude unter Denkmalschutz. Nachdem insbesondere die Holzkonstruktion des ursprünglichen Weltausstellungspavillons eine Renovierung erforderte, wurde das Gebäude bis 2013 grundlegend saniert. Seit dieser Zeit befindet sich in der Villa eine Wohnung, die die Stadt Courbevoie in Zusammenarbeit mit der École nationale supérieure des beaux-arts de Paris zeitgenössischen Bildhauern für 18 Monate zur Verfügung stellt. Von 2013 bis 2015 bewohnte die Künstlerin Sarah Derat den Pavillon des Indes, von 2015 bis 2017 residierte hier Mara Fortunatović. Darüber hinaus gibt es im Pavillon des Indes eine kleine Ausstellung zur Geschichte des Gebäudes, die an einigen Tagen im Jahr besichtigt werden kann.